# Fidel Schlund

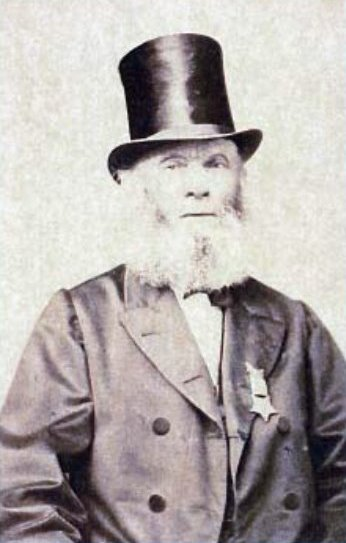
Fidel Schlund im Januar 1882

Fidel Schlund (* 19. Februar 1805 in Immenstadt; † 2. April 1882 in Newark (New Jersey)) war ein deutschamerikanischer Aufklärer an der Spitze der revolutionären Bewegung 1848/1849, dessen Einfluss einen blutigen Aufstand im Allgäu verhinderte. Er gehörte als Kämpfer für Freiheit und Demokratie zu den „Forty-Eighters“, die nach Nordamerika auswanderten und sich dort mit ihrer Familie in den Dienst eines neuen und fortschrittlichen Staatswesens stellten.

## Geschäftsmann und Revolutionär in Deutschland

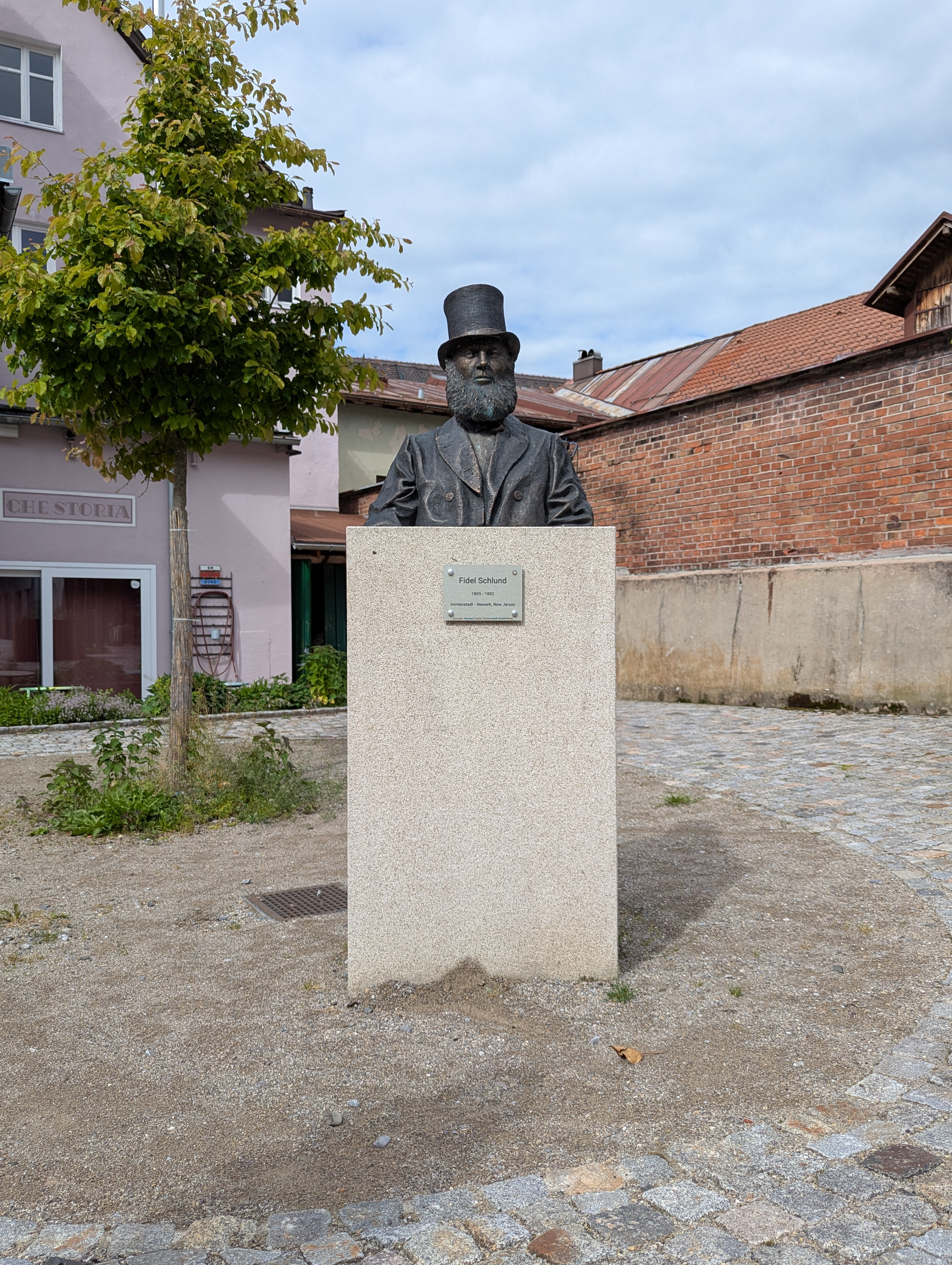
Fidel Schlund (Bronzestatue von Bildhauer Michael Vogler) auf dem Fidel Schlund-Platz in Immenstadt

Fidel Schlund kam als 15-Jähriger 1820 für eine zweijährige kaufmännische Lehre nach Straßburg.
Die dort nach dem diktatorischen Intermezzo Napoleons wieder offen und heftig diskutierten Ideale der „Freiheit, Gleichheit, Brüderlichkeit“ der Französischen Revolution von 1789 prägten Schlund. Mit diesen Erfahrungen verstand er die politischen Gegebenheiten in seiner allgäuer Heimat besser und sah die Ursachen für die Probleme und Ungerechtigkeiten deutlicher.
Als erfolgreicher Geschäftsmann mit einem Gefühl für Politik und großer Rednerbegabung entwickelte er sich zu einem wirksamen politischen Aufklärer für seine Mitbürger.
1826 heiratete Schlund und übernahm den elterlichen Betrieb (eine Eisenhandlung mit Branntweinbrennerei) am immenstädter Marktplatz. Zwei Jahre danach gründete er den „Club der freisinnigen Männer“. Nach seiner Wahl zum Gemeindebevollmächtigten nahm er unmittelbar Einfluss auf die Kommunalpolitik der Stadt.
1845 wählten sie ihn als Abgeordneten in die Bayerische Ständeversammlung (Zweite Kammer, später Landtag genannt), wo er sich für Freiheitsrechte der Bürger einsetzte. Schlund gehörte zu den treibenden Kräften, die die königliche Geliebte Ludwigs I. und Hochstaplerin Lola Montez zur Flucht zwangen.
Nachdem die Märzrevolution von 1848/1849 am Widerstand der herrschenden Adelshäuser gescheitert war, begann die königlich bayerische Regierung auch im Allgäu mit reaktionären Aktionen. Sie gab dem bayerischen General Georg Friedrich von Flotow freie Hand, der Ende Juni 1849 mit 11.000 Soldaten Kempten und Immenstadt besetzte und alle vermeintlichen politischen Gegner unter dem Vorwurf des Landesverrats festsetzen ließ. So erging es auch Fidel Schlund, der die Zeit bis zu seiner Amnestie Anfang Dezember 1849 als Untersuchungshäftling im Stockhaus (Gefängnis für Schwerverbrecher) in Kempten und später in der Fronfeste in Augsburg verbrachte.

## Politischer Pionier in Amerika
Nach seiner Freilassung verfolgte die monarchische Obrigkeit jede seiner Betätigungen und verlangte Erklärungen. Der aufrechte Schlund erfreute sich immer noch großer Beliebtheit in der Bevölkerung, war aber wegen des ausgeübten Drucks nicht im Stande, seine freiheitlichen Ziele voranzubringen. In der aussichtslosen Lage entschloss er sich mitsamt seiner großen Familie auszuwandern. Er bereitete den Schritt durch den Verkauf seiner beträchtlichen Güter und durch das Voraussenden zweier Söhne nach Amerika vor. Im Februar 1853 schließlich begann er mit Frau und acht Kindern die Schiffsreise von Le Havre aus.
Auch in der neuen Welt wurde Fidel Schlund politisch aktiv, trat in die republikanische Partei ein und wurde 1859 als Delegierter des Ersten Stadtbezirks von Chicago Mitglied des Bezirkskongresses der Republikaner gewählt.
Er bemühte sich auch hier in einem anderen Umfeld (diesmal erfolgreich) um die Rechte und Einflussnahme von Benachteiligten. Die machte ihn zu einem Anhänger Abraham Lincolns und führte zur aktiven Teilnahme mit mehreren Söhnen am Amerikanischen Bürgerkrieg zur Sklavenbefreiung. Außerdem bemühte er sich unermüdlich, die Startbedingungen deutscher Einwanderer in den USA zu verbessern.

Wahlkämpfer für republikanische Präsidentschaftskandidaten
Abraham Lincoln 1861–1865
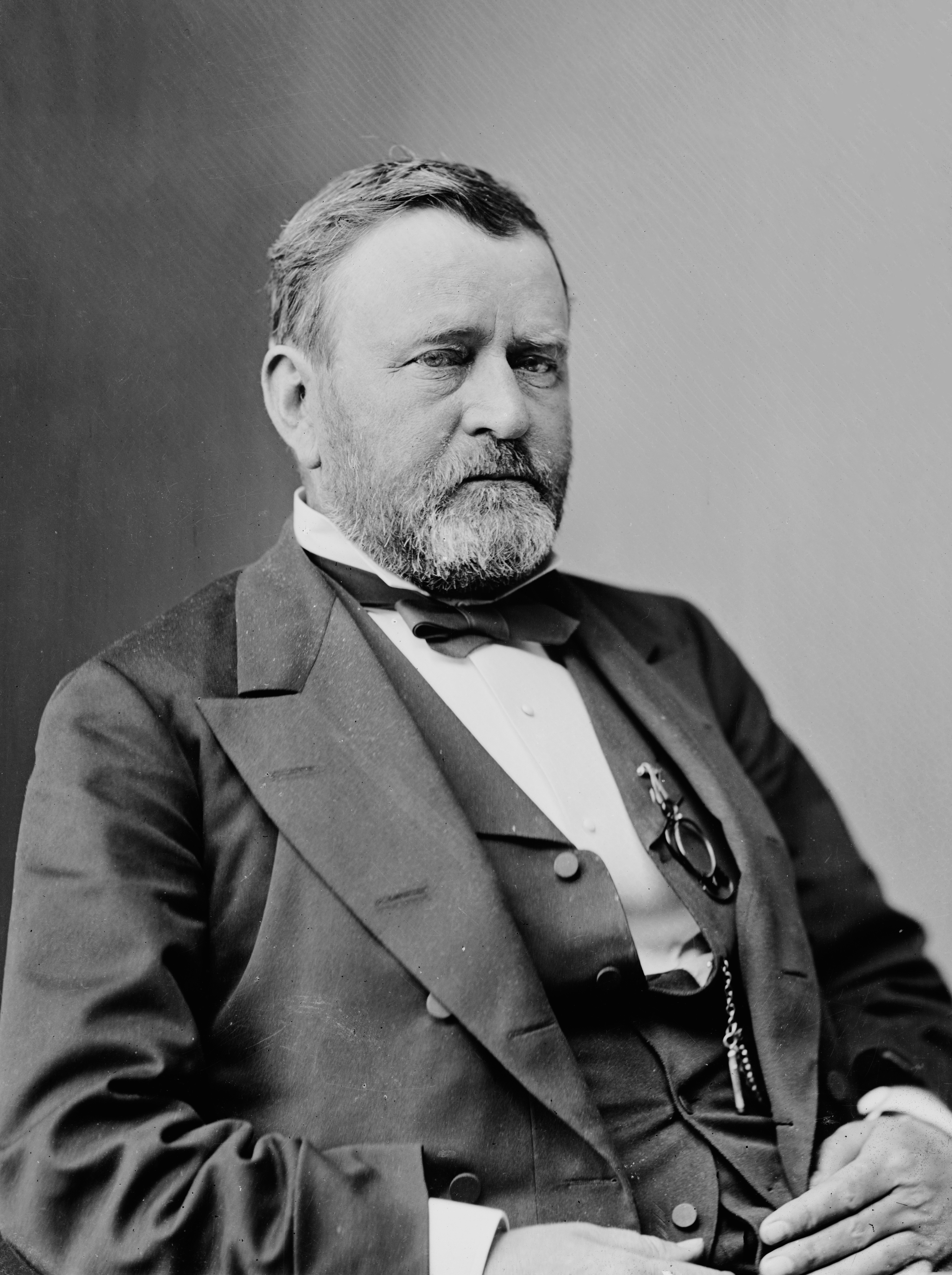
Ulysses S. Grant 1869–1877
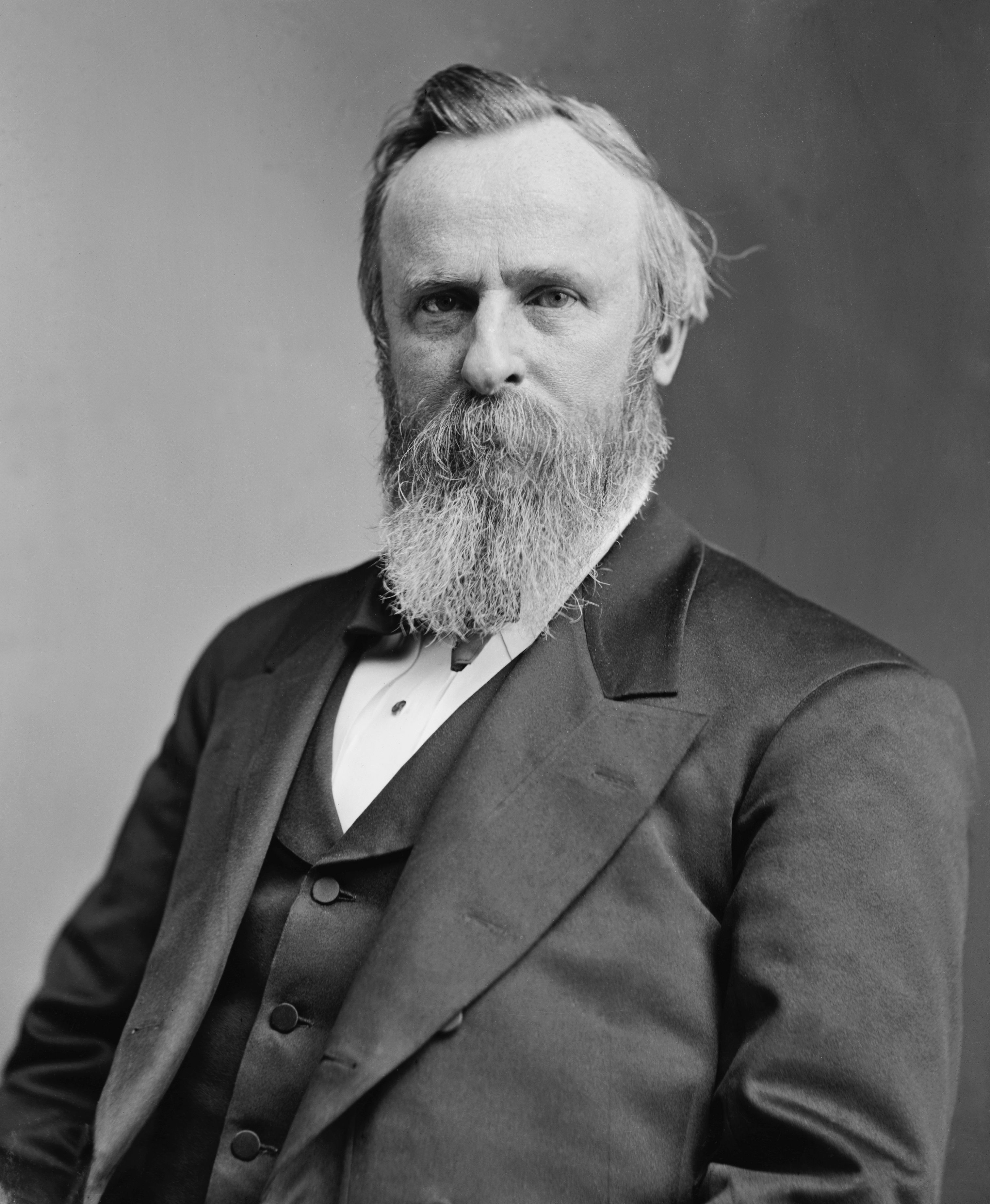
Rutherford B. Hayes 1877–1881